# Trachemys adiutrix
Trachemys adiutrix is een schildpad uit de familie moerasschildpadden (Emydidae). De soort werd voor het eerst wetenschappelijk beschreven door Paulo Emilio Vanzolini in 1995.

## Uiterlijke kenmerken
Het schild is ovaal van vorm, de maximale lengte is niet precies bekend, van een aangetroffen vrouwtje wat het rugschild 14,4 centimeter lang en het buikschild 14,7 cm. De schildkleur is bruin tot groen, de buikzijde is geel en heeft een donkere lijnentekening. De kop is overwegend zwart en heeft twee brede gele strepen aan de zijkant, op de kin en keel is een omgekeerde Y- vormige vlek aanwezig.

## Algemeen
Trachemys adiutrix is endemisch in Brazilië, en komt voor in de noordoostelijke staat Maranhão. De habitat bestaat uit permanente wateren met een zandbodem. Tijdens natte perioden is de schildpad op het land actief, in hetere tijden graaft het dier zich in en houdt een estivatie. Er worden ongeveer 11 tot twaalf eieren per legsel afgezet, die een harde schaal hebben. Omdat er een zwanger vrouwtje bekend is dat 24 eitjes droeg, wordt vermoed dat per seizoen twee legsel worden afgezet.